# Razan Taha
Razan Taha (Amman, 29 de desembre de 1991) és una nedadora de Jordània, especialitzada en proves curtes d'estil crol. Va representar al seu país en els Jocs Olímpics de Pequín 2008, situant-se entre les 70 primeres nedadores en els 50 metres lliures.
Va ser una de les esportistes més joves participants en els Jocs Olímpics de Pequín 2008, amb 16 anys. Va participar en la prova de 50 m lliures femenins, en la cinquena sèrie, en la qual va quedar quarta, només 0,01 segons per darrere de la nicaragüenca Dalia Tórrez Zamora. Amb un temps de 27,82 s no va poder classificar-se per a les semifinals. Va finalitzar en el lloc 56 d'entre totes les nedadores que van participar en la prova.